# Entente vigilante Malemort Brive olympique
Actualités
L’Entente vigilante Malemort Brive olympique (EVMBO) est un club de rugby à XV français basé à Malemort-sur-Corrèze et évoluant en Fédérale 2.

## Histoire
L'Entente vigilante Malemort Brive olympique (EVMBO) est le fruit de la fusion à la fin des années 1980 de deux clubs de communes limitrophes : le Brive Olympique de Brive-la-Gaillarde et le club de Malemort-sur-Corrèze.
Le club a connu des montées successives jusqu'à atteindre la Fédérale 1 à plusieurs reprises au début des années 2000.
L'EVMBO évolue en Fédérale 3 de 2008 à 2014.
Au terme de la saison 2013-2014, l'EVMBO accède en Fédérale 2. Qualifié pour le championnat de France il élimine en 32e de finale le RC Guéret (26-16 et 38-3), l'US Ussel (22-18 et 24-19) en 16e, puis le SA Trélissac (22-15) en 8e mais succombe en 1/4 de finale, d'un petit point (22 à 23) contre l'US Meyzieu futur vice champion de France. 
Il termine 7e de la poule 6 lors de la saison 2014-2015.
Pour la saison 2015-2016 William Koyamaibole s’est engagé avec le club de Malemort. C'est le petit frère de Sisaro Koyamaibole, le puissant troisième-ligne du CA Brive. Il joue aussi troisième ligne centre et évoluait dans le championnat fidjien. Il a signé fin juillet. Il devrait constituer une des poutres de l’EVMBO aux côtés de Baba Faye, l'international sénégalais qui a récemment participé à la Coupe d'Afrique des nations. Le seconde ligne ou troisième ligne centre, Nétava Ravouvou Turagaitoga (27 ans, 1,98 m, 140 kilos), passé par les espoirs du Stade toulousain du Rugby Épernay Champagne en Fédérale 3 a également signé. Ils jouaient au SC Tulle la saison passée. Il termine 7e de la poule 7 lors de la saison 2015-2016, 6e de la poule 7 lors de la saison 2016-2017 et 3e de la poule 8 lors de la saison 2017-2018 lui permettant de jouer les phases finales du championnat de France tout en étant élimé au 1er tour par l'US Orthez (31-19 et 0-29).
Pour la saison 2019-2020, l'EVMBO est engagé dans la poule 8 avec de beaux derbys contre le Sporting club Tulle Corrèze, Union sportive athlétique de Limoges, Isle, Saint-Yrieix-la-Perche, Association sportive Saint-Junien rugby.
Pour la saison 2021-2022, l'EVMBO est engagé dans la poule 8 dans un groupe dominé par le Club athlétique sarladais Périgord noir et Union sportive Bergerac rugby vallée de la Dordogne.
Lors de la saison 2022-2023 le club termine à la 6e place de la poule 7 mais est éliminé en barrage par l'Entente Aramits Asasp (32-36).
Lors de la saison 2023-2024, il termine 7e de la poule 4.

## Palmarès
- 1998 : Finaliste du challenge de l'Amitié
- 2002 : Vice champion de France Fédérale 2B
- 2002 : Vainqueur de la coupe Berthou

## Joueurs et entraineurs célèbres

### Entraîneurs
- 1996-2001 : Philippe Gilibert
- 2009-? : Philippe Gilibert
- 2013- ? : Alain Penaud
- ?-2020 : Sébastien Danovaro
- 2020 - ? : Robert Chassagnac
- 2024 : Patrick Brachet
- 2024 : Éric Bouti

### Joueurs emblématiques
- Alain Bayout (?)
- Alain Carminati (?)
- Yann Domi
- Pablo Henn (2013- )
- Suka Hufanga (2010-2011)
- Nicolas Le Roux (2009-2010)
- Gilles Lopez (?-1999)
- Ludovic Valbon (?)

## Historique des saisons

### 2013-2014
Pour la saison 2013-2014, l’EVMBO joue en fédérale 3, secteur Centre-Ouest, dans la très relevée Poule 6, et enregistre l'arrivée des internationaux Alain Penaud, en tant qu'entraineur avec Camille Medawar en tant que manager du club , Serge Nirelli et Philippe Gilibert, et Pablo Henn pour renforcer la 1re ligne, qui restera le temps de trouver un club professionnel,,. Qualifié pour le championnat de France il élimine en 32e de finale le RC Guéret (26-16 et 38-3), l'US Ussel (22-18 et 24-19) en 16e, puis le SA Trélissac (22-15) en 8e mais succombe en 1/4 de finale, d'un petit point (22 à 23) contre l'US Meyzieu futur vice champion de France.

### 2012-2013
- Pour la saison 2012-2013, l’EVMBO jouait en fédérale 3, secteur Sud-Ouest Poule 12 et a fini troisième derrière l'US Bergerac et Cahors. Qualifié en championnat de France l'EVMBO est éliminé en 1/32e de finale par le SA Rochefort Rugby 8-20 et 19-40.

### Avant la saison 2012-2013
- Lors de la saison 2010-2011, l’EVMBO jouait en fédérale 3, secteur Sud-Ouest poule 1 et a fini deuxième derrière le CA Sarlat[8].
- Lors de la saison 2009-2010, l’EVMBO jouait en fédérale 3, secteur Sud-Ouest poule 2 et a fini troisième derrière le Sporting club tulliste et le Rugby club bassin d'Arcachon[9].
- Lors de la saison 2008-2009, l’EVMBO jouait en fédérale 3, secteur Sud-Ouest poule 1 et a fini sixième[10].
- Lors de la saison 2007-2008, l’EVMBO jouait en fédérale 2 poule 6 et a fini dixième sur douze[11].
- Lors de la saison 2006-2007, l’EVMBO jouait en fédérale 2 poule 5 et a fini dixième sur douze[12].